# 프랑크 보야
프랑크 티에리 보야(프랑스어: Frank Tierry Boya, 1996년 7월 1일 ~ )는 카메룬의 축구 선수로, 현재 멕시코 리가 MX의 티후아나에서 미드필더로 활약하고 있다.

## 구단 경력
카메룬 두알라에서 태어난 보야는 APEJES 아카데미에서 선수 생활을 시작했으며, 2016-17 시즌 겨울 휴식기 동안 독일 2. 분데스리가의 1860 뮌헨으로 이적했다.
2017년, 그는 벨기에 클럽 무스크롱에 입단했고 2020년 6월 앤트워프와 계약했다.
2021년 8월 31일, 보야는 쥘터 바레험으로 임대 이적했다. 2022년 6월 24일, 보야는 신트트라위던으로 새로운 임대 계약을 체결했다.
2023년 9월 1일 프랑스에서 아미앵과 3년 계약을 체결했다.
2025년 2월 5일, 보야는 멕시코의 티후아나로 이적했다.

## 국가대표팀 경력
그는 2016년에 카메룬 국가대표팀으로 데뷔했고, 2017년 아프리카 네이션스컵의 선수단에 이름을 올렸다.